# コーリー・キム酸化
コーリー・キム酸化（コーリー・キムさんか、Corey–Kim oxidation）は、第一級および第二級アルコールからのアルデヒドおよびケトンの合成に用いられる酸化反応。反応名は、反応の開発者である、アメリカ人化学者でノーベル化学賞受賞者イライアス・J・コーリーと韓国系アメリカ人化学者Choung Un Kimに由来する。
コーリー・キム酸化は、−25 °Cで反応を行うことができるというスワーン酸化と比較した場合の際立った優位性を有しているにもかかわらず、有毒かつ揮発性でひどい悪臭を有するジメチルスルフィドを取り扱う必要があるため、あまり一般的には用いられない。

## 反応機構
ジメチルスルフィド (Me2S) とN-クロロスクシンイミド (NCS) を作用させ、アルコールの活性化に用いられる活性DMSO種を生成させる。活性化アルコールにトリエチルアミンを添加すると、アルコールはアルデヒドあるいはケトンへと酸化され、ジメチルスルフィドが生成する。本反応では、その他の活性DMSO種を用いるアルコール酸化法とは異なり、活性酸化剤はDMSOと求電子剤との反応によっては生成されず、ジメチルスルフィドと酸化剤 (NCS) との反応によって形成される。
コーリー・キム酸化の条件化では、アリル位およびベンジル位のアルコールは、アルコールの活性化後速やかにトリエチルアミンを添加したにもかかわらず、それぞれ対応するアリルクロリドおよびベンジルクロリドへと変換される傾向がある。実際に、トリエチルアミン無添加でのコーリー・キム条件は、その他のアルコール存在化でのアリル位あるいはベンジル位アルコールのクロリドへの変換における非常に効率的な条件である。

## 変法
ジメチルスルフィドの悪臭対策のため、長アルキル鎖を有するドデシルメチルスルフィドを用いた、より不快でない反応や、フルオラスケミストリーを利用した同様の方法の開発が行われている。